# Too-Rye-Ay
Too-Rye-Ay är ett musikalbum av Dexys Midnight Runners, lanserat 1982 på skivbolaget Mercury Records. Albumet innehåller gruppens kändaste låt, "Come On Eileen" som bland annat blev singeletta i både USA och Storbritannien. Albumtiteln "too-rye-ay" är tagen från en fras som förekommer i låten. Även gruppens cover på Van Morrisons "Jackie Wilson Said" blev en mindre hit. Albumets första singel "The Celtic Soul Brothers" blev dock ingen större framgång.
Albumet är medtaget i boken 1001 album du måste höra innan du dör.

## Låtlista
| Nr           | Titel                                             | Kompositör                                     | Längd |
| ------------ | ------------------------------------------------- | ---------------------------------------------- | ----- |
| 1.           | The Celtic Soul Brothers                          | Kevin Rowland, Jim Paterson, Mickey Billingham | 3:07  |
| 2.           | Let's Make This Precious                          | Rowland, Paterson                              | 4:03  |
| 3.           | All in All (This One Last Wild Waltz)             | Rowland, Paterson                              | 4:08  |
| 4.           | Jackie Wilson Said (I'm in Heaven When You Smile) | Van Morrison                                   | 3:06  |
| 5.           | Old                                               | Rowland, Paterson                              | 5:00  |
| 6.           | Plan B                                            | Rowland, Paterson                              | 5:04  |
| 7.           | I'll Show You                                     | Rowland, Paterson                              | 2:41  |
| 8.           | Liars A to E                                      | Rowland, Paterson, Steve Torch                 | 4:10  |
| 9.           | Until I Believe in My Soul                        | Rowland, Paterson                              | 7:00  |
| 10.          | Come On Eileen                                    | Rowland, Paterson, Billy Adams                 | 4:47  |
| Total längd: | Total längd:                                      | Total längd:                                   | 43:06 |

## Listplaceringar
- UK Albums Chart, Storbritannien: #2[2]
- Nederländerna: #9[3]
- VG-lista, Norge: #22[4]
- Topplistan, Sverige: #22[5]